# Iván Piire
Iván Piire es una serie de historietas de terror y erótica del guionista argentino Carlos Trillo y el dibujante español Jordi Bernet publicada en la revista Splatter en 1991.

## Creación y trayectoria editorial
Tercera colaboración conjunta de Trillo y Bernet tras Custer (1985) y Light & Bold (1986), Iván Piire fue iniciada en 1989, pero no se publicó hasta 1991, en los primeros cinco números de la edición española de la revista "Splatter". Al año siguiente, Ediciones El Jueves la recopiló en forma de álbum monográfico como número 4 de su Colección Titanic.
Entre 2002 y 2003 se reeditó en los números 53 a 57 de la revista erótica Penthouse Comix.

## Argumento y personajes
Ludmila es una vampiresa angustiada desde que fue abandona por su creador, el vampiro Iván Piire, varios siglos atrás sin explicación alguna. Para solucionar sus problemas decide acudir a un psiquiatra, pero la ciencia no consigue terminar con su sufrimiento, así que recurre a Bonanno, un fótografo profesional, para que encuentre a su amado.

## Estilo
Iván Piire muestra una ambientación gótica, experimentando Jordi Bernet con la composición de las páginas y el juego de luces y sombras con contrastes en blanco y negro. Los vampiros muestran los rasgos asociados a su figura cinematográfica.